# 弗鲁瓦多
弗鲁瓦多（法語：Froidos，法語發音：[fʁwado]）是法国默兹省的一个市镇，属于凡尔登区。

## 地理
弗鲁瓦多（49°3'37"N, 5°7'23"E）面积8.74 平方千米，位于法国大東部大區默兹省，该省份为法国西北部内陆省份，北与比利时接壤，西接马恩省和阿登省，南至上马恩省和孚日省，东临默尔特-摩泽尔省。
与弗鲁瓦多接壤的市镇（或旧市镇、城区）包括：阿戈讷地区博略、瑞尔韦库尔、拉瓦、拉雷库尔、库桑塞河畔维尔。

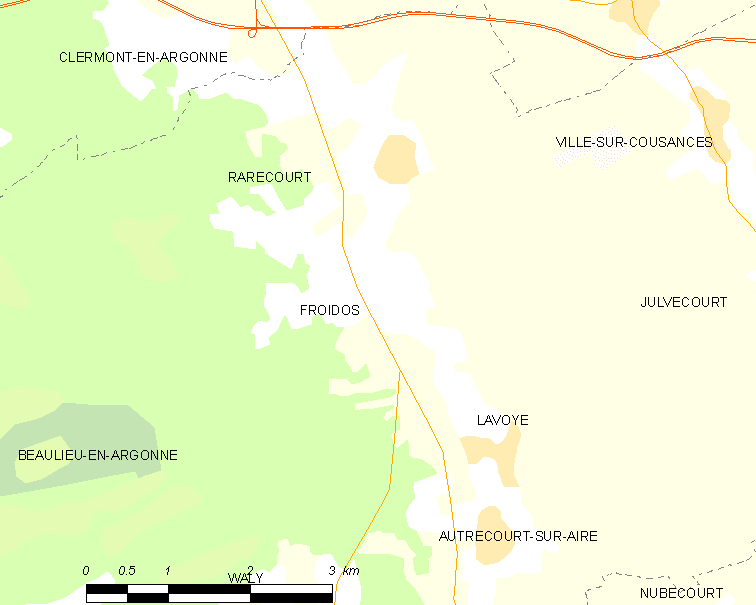
弗鲁瓦多的OSM定位图

弗鲁瓦多的时区为UTC+01:00、UTC+02:00（夏令时）。

## 行政
弗鲁瓦多的邮政编码为55120，INSEE市镇编码为55199。

## 政治
弗鲁瓦多所属的省级选区为阿戈讷地区克莱蒙县。

## 人口

1962-2008年间弗鲁瓦多人口变化图示

弗鲁瓦多于2022年1月1日时的人口数量为91人。